# Achaetica anabasidis
Achaetica anabasidis är en insektsart som beskrevs av Alexander Fyodorovich Emeljanov 1959. Achaetica anabasidis ingår i släktet Achaetica och familjen dvärgstritar. Inga underarter finns listade i Catalogue of Life.